# Бесконечный мир (роман Холдемана)
«Бесконечный мир» (англ. Forever Peace) (в переводе Е. Щестакова, 2000 г — Проект «Юпитер») — научно-фантастический роман Джо Холдемана, впервые опубликованный в 1997 году. Несмотря на сходство названия с романом «Бесконечная война», данный роман не является прямо связанным с предыдущим. Роман выиграл премию «Хьюго», премию «Небьюла» и премию Джона Кэмпбелла в 1998 году.
Событие романа происходят в недалеком будущем на Земле, где политическая система очень нестабильна из-за неравномерного распределения ресурсов. Постоянно происходят локальные конфликты, в которых развитые государства используют дистанционно управляемые боевые машины, необычайно сильные и практически неуничтожимые. Джулиан Класс — один из операторов боевых машин, негативно относящейся к своей работе и войнам в целом. В то же время, неведомая сила пытается начать большую войну.

## Сюжет
В недалеком будущем на Земле разработали новую технологию, которая позволяет изготавливать сложные вещества и материи используя лишь наименьшие частицы вещества (атомы и молекулы). Однако производственные мощности, работающие с новой технологией, были сосредоточены исключительно в странах Первого мира. По причине несправедливого перераспределения ресурсов, страны не имевшие доступа к новой технологии получили глобальный экономический кризис, переросший в повсеместные военные конфликты. При этом ведущие державы используют в боях дистанционно управляемых машин — «солдатиков» (англ. soldierboys). Управление «солдатиками» происходит через подключение оператора к машине на уровне интеллекта, таким образом достигается наилучшее качество управления. Также для улучшения коммуникации внутри отряда «солдатиков», их операторы тоже связаны и по сути читают мысли друг друга. Через такую связь операторы очень уязвимы в психологическом плане, а также уничтожение «солдатика» может просто убить своего оператора через шок.
Главный герой романа Джулиан Класс — оператор «солдатика», а также физик. Он был завербован через всеобщую воинскую повинность, и остается оператором из-за нежелания покидать свой отряд, с которым он обменивался мыслями очень долгое время. Он встречается с Амелии Блейз Харлинг, физиком, которая работает над секретным научным проектом, который должен позволить выработать базовые элементы Большого взрыва — Проект Юпитер (англ. The Jupiter Project). В ходе исследований Джулиан и Амелия понимают, что успешный запуск проекта скорее всего уничтожит существующую вселенную. Попытка опубликовать предупреждение открывает им, что в высшем военном командовании существует заговор людей, которые не хотят, чтобы широкие массы людей узнали правду.
Оказывается, что существует влиятельная религиозная организация «Молот Бога» (англ. Hammer of God), которая хочет уничтожения мира, и Проект Юпитер для этой цели подходит как нельзя лучше. Для осуществления своего плана они пытаются убить Джулиана и Амелию, но последние успешно убегают. Во время нахождения в бегах, их находит Марти Ларрин — один из изобретателей технологии соединения людей с машинами и между собой. Он рассказывает им об одном засекреченном результате исследований, говорящим о том, что, если группа людей будет соединена между собой более чем на две недели, то через обмен мыслями они станут полными пацифистами, не способными причинить вред другим людям. Сам Марти возглавляет группу пацифистов и предлагает идеалистическую идею превращения всех жителей планеты в пацифистов этим методом.
Первыми участниками этого эксперимента должны стать члены отряда Джулиана. В процессе преобразования на их военную базу нападают члены «Молота Бога», но от нападения удается отбиться. Также Джулиан и Амелия раскрывают заговор и сообщают об опасности проекта Юпитер. Проект останавливают, и начинается реализация ряда экспериментов с подключением всех для уничтожения агрессии.

## Награды и признание
- Лауреат премии «Хьюго» , 1998[3]
- Лауреат премии «Небьюла», 1998
- Лауреат Мемориальной премии имени Джона Кэмпбелла, 1998[4]
- Номинант на премию «Локус», 1998[5]